# Мосонсільйо
Мосонсільйо (ісп. Mozoncillo) — муніципалітет в Іспанії, у складі автономної спільноти Кастилія-і-Леон, у провінції Сеговія. Населення — 1087 осіб (2010).
Муніципалітет розташований на відстані близько 90 км на північний захід від Мадрида, 22 км на північ від Сеговії.

## Демографія
Динаміка населення (INE ):